# Odontadenia gracilipes
Odontadenia gracilipes är en oleanderväxtart som först beskrevs av Stadelm., och fick sitt nu gällande namn av R. E. Woodson. Odontadenia gracilipes ingår i släktet Odontadenia och familjen oleanderväxter. Inga underarter finns listade i Catalogue of Life.